# Bastian Kolmsee
Bastian Kolmsee (ur. 11 marca 1981 roku w Engelskirchen) – niemiecki kierowca wyścigowy.

## Kariera
Niemiec karierę rozpoczynał od startów w kartingu, w roku 1993. Po jej zakończeniu zadebiutował w 1998 roku, w Niemieckiej Formule Citroen Saxo. W klasyfikacji generalnej zajął 14. miejsce. W kolejnym sezonie przeniósł się do Niemieckiej Formuły Ford (ukończył ją na 7. pozycji), natomiast w latach 2001–2003 brał udział w Niemieckiej Formule VW. Najlepiej spisał się w ostatnim podejściu, kiedy to zmagania zakończył na 3. lokacie.
W roku 2004 awansował do Niemieckiej Formuły 3, gdzie nieoczekiwanie zdobył tytuł mistrzowski. Pomimo sukcesu, kariera Bastiana nie ułożyła się najlepiej (jedną z przyczyn były problemy finansowe) i obecnie bierze udział w Pucharze Seata Leona Cupry 3.